# Benjaminiola cirphidia
Benjaminiola cirphidia là một loài bướm đêm trong họ Noctuidae.